# Ichigo Takano
高野苺
Œuvres principales
- Dreamin' Sun
- Orange

Ichigo Takano (高野苺, Takano Ichigo) est une auteure de bande dessinée japonaise née le 11 janvier 1986 dans la préfecture de Nagano, au Japon.
Elle est principalement connue pour être l’auteur des mangas Dreamin' Sun et Orange.

## Biographie
Ichigo Takano est publiée pour la première fois en 2002 avec l'histoire courte Start dans le magazine shōjo Bessatsu Margaret de l'éditeur Shueisha. Après la publication de plusieurs histoires courtes, elle rencontre son premier succès avec sa série Dreamin' Sun publiée au Japon de 2008 à 2011.
En 2012, elle enchaîne avec la série Orange, interrompue abruptement la même année par son éditeur, Shueisha. Ichigo Takano hésite alors à poursuivre sa carrière de mangaka. Finalement, grâce à l'éditeur Futabasha, l'auteur reprend Orange en 2013 et ainsi sa carrière. Elle réalise en parallèle la série ReCollection.
Les œuvres de l'auteur sont partiellement traduites en français par l'éditeur Akata (Dreamin' Sun et Orange) et en anglais par le site internet américain Crunchyroll (Orange et Re Collection).

## Œuvre
- 2002 : Start
- 2008-2011 : Dreamin' Sun (夢みる太陽, Yume miru taiyō?)
- 2011 : Un printemps dans les étoiles (春色アストロノート, Haruiro Astronaut?)
- 2012-2015 : Orange (オレンジ, Orenji?)
- 2013-en cours : ReCollection